# Уманський район
У́манський район (Уманщина) — район Черкаської області в Україні, утворений 2020 року. Адміністративний центр — місто Умань. Площа — 4528,3 км² (21,6 % від площі області), населення — 254,2 тис. осіб (2020). Займає третє місце серед районів області за площею та друге за кількістю населення.

## Історія
Район створено відповідно до постанови Верховної Ради України № 807-IX від 17 липня 2020 року. До його складу увійшли: Жашківська, Монастирищенська, Уманська, Христинівська міські, Бабанська, Буцька, Маньківська селищні, Баштечківська, Дмитрушківська, Іваньківська, Ладижинська, Паланська сільські територіальні громади.
Раніше територія району входила до складу Уманського (1923—2020), Жашківського, Монастирищенського, Христинівського та Маньківського районів, ліквідованих тією ж постановою.

## Адміністративно-територіальний поділ
До складу району входять наступні територіальні громади
| Громада                         | Площа, км² | Населення, осіб (2020) | Центр       | Населені пункти | Сторінка |
| ------------------------------- | ---------- | ---------------------- | ----------- | --------------- | -------- |
| Бабанська селищна громада       | 275,1      | 6566                   | Бабанка     | 12              | тут      |
| Баштечківська сільська громада  | 179,4      | 4026                   | Баштечки    | 8               | тут      |
| Буцька селищна громада          | 190,1      | 5176                   | Буки        | 8               | тут      |
| Дмитрушківська сільська громада | 311,4      | 9535                   | Дмитрушки   | 12              | тут      |
| Жашківська міська громада       | 724,9      | 28912                  | Жашків      | 28              | тут      |
| Іваньківська сільська громада   | 154,7      | 4310                   | Іваньки     | 6               | тут      |
| Ладижинська сільська громада    | 322,3      | 10337                  | Ладижинка   | 11              | тут      |
| Маньківська селищна громада     | 477,3      | 17912                  | Маньківка   | 19              | тут      |
| Монастирищенська міська громада | 719,2      | 34413                  | Монастирище | 41              | тут      |
| Паланська сільська громада      | 482,6      | 14789                  | Паланка     | 18              | тут      |
| Уманська міська громада         | 67,2       | 83191                  | Умань       | 2               | тут      |
| Христинівська міська громада    | 607,4      | 32241                  | Христинівка | 34              | тут      |

## Найбільші населені пункти
Нижче подано перелік населених пунктів з чисельність населення понад 3000 осіб:
| №  | Населений пункт     | Населення, осіб (1989) | Населення, осіб (2001) |
| -- | ------------------- | ---------------------- | ---------------------- |
| 1  | Умань               | 90335                  | 87843                  |
| 2  | Жашків              | 16410                  | 15687                  |
| 3  | Христинівка         | 12410                  | 11528                  |
| 4  | Монастирище         | 16196                  | 9366                   |
| 5  | Маньківка           | 9113                   | 8596                   |
| 6  | Верхнячка           | 4844                   | 4291                   |
| 7  | Цибулів             | 3984                   | 3905                   |
| 8  | Нове Місто          | -                      | 3639                   |
| 9  | Родниківка          | 3402                   | 3385                   |
| 10 | Христинівка         | 2916                   | 3088                   |
| 11 | Велика Севастянівка | 3120                   | 3006                   |